# 周可平
周可平（1967年7月19日—），台灣人，台灣棋院六段，中國圍棋會九品職業圍棋棋士。師承周奎宏與楊志德。

## 生平
- 在父親周文偉的影響下接觸到圍棋，九歲在圍棋賽中初試啼聲，當時台灣報紙爭相報導，譽為神童。國小六年級在比賽中晉段，大四在名人賽中打入本賽兩次，晉升職業初段。
- 文化大學韓文系畢業
- 目前擔任圍棋老師

## 家世
- 其祖父為中華民國全國總工會主席周學湘
- 其外祖父為抗日英雄詹藜青

## 升段紀錄
- 1992年 九品 中國圍棋會
- 2000年3月4日 聘任初段 台灣棋院
- 2000年10月13日 二段 台灣棋院
- 2002年3月6日 三段 台灣棋院
- 2004年2月8日 四段 台灣棋院
- 2009年3月29日晉升職業五段
- 2015年7月9日晉升職業六段

## 戰績

### 國內戰績
- 累計1冠軍5亞軍（冠軍總數129）

| 頭銜   | 期數  | 通算期數 | 備註                          |
| ------ | ----- | -------- | ----------------------------- |
| 王座   |       |          | 棋院盃第1屆亞軍（累積1亞）    |
| 國手   |       |          | 舊國手戰第19期亞軍（累積1亞） |
| 名人   |       |          | 第33期亞軍（累積1亞）         |
| 東鋼盃 | 第3屆 | 通算1期  | 第1屆亞軍（累積1冠1亞）       |
| 永大盃 |       |          | 第7屆亞軍（累積1亞）          |

- 台灣棋院盃，2005年改制為王座戰。詳見台灣王座戰。
- 舊國手戰（應昌期基金會主辦）。1981年—1999年，共19屆。詳見台灣國手戰。

### 國際戰績
- 國際大賽出場二次，成績2負

| 頭銜   | 年份   | 期數   | 最佳成績 |
| ------ | ------ | ------ | -------- |
| 三星盃 | 2007年 | 第12屆 | 32強     |
| 中環盃 | 2004年 | 第1屆  | 16強     |